# Rehobothkerk (Arnemuiden)
De Rehobothkerk is een kerkgebouw van de Hersteld Hervormde Kerk in Arnemuiden aan de Van Cittersweg. Het gebouw is een voormalig bedrijfspand dat in 2005 werd omgebouwd tot kerkruimte en in 2006 in gebruik genomen is.

## Geschiedenis
Op 1 mei 2004 fuseerden de Nederlands Hervormde Kerk, de Gereformeerde Kerk en de Evangelisch-Lutherse Kerk in de Protestantse Kerk in Nederland, de PKN, in het kader van het Samen op Weg-proces. Een deel van de Hervormde Kerk was tegen deze fusie en besloot zich te verenigen in de Hersteld Hervormde Kerk. Ook uit de relatief orthodoxe hervormde gemeente van Arnemuiden scheidde een deel zich af. Dit deel bestond uit 360 leden. Aanvankelijk werden diensten gehouden in de aula van het Calvijn College te Middelburg. Er werd wel gezocht naar een geschikte ruimte in Arnemuiden en op 1 juni 2005 werd de helft van een voormalige meubelzaak gekocht. Deze ruimte, aan de Van Cittersweg, werd verbouwd en ingericht tot kerkzaal. De Provinciale Zeeuwse Courant vermeld een eerste kerkdienst op 13 augustus 2006, volgens het Reformatorisch Dagblad is de kerk echter op 1 september in gebruik genomen.

## Gebouw en interieur
Het kerkgebouw heeft exterieur vrijwel geen kenmerken van een kerkgebouw, mede doordat het overige deel van het pand nog voor commerciële doeleinden wordt gebruikt. De kerkzaal biedt plaats voor ongeveer 350 kerkgangers. Daarnaast zijn er diverse kleinere zalen ingericht voor vergaderingen en dergelijke activiteiten.
In 2017 werd een orgel uit 1968, gebouwd door orgelbouwer Ernst Leeflang, in de kerk geplaatst. Het orgel stond oorspronkelijk vanaf 1969 tot 2002 in de Antwoordkerk te Hoogvliet. In 2002 is het verkocht aan De Schaapskooi in West-Souburg. Deze kerk werd in 2013 gesloten waarna het orgel te koop werd gezet.